# Саяны (субэтническая группа)
Сая́ны — субэтническая группа русских в Курской губернии (Курский, Щигровский, Фатежский, Тимский, Дмитриевский, Суджанский, Льговский, Обоянский, Белгородский, Корочанский, Старооскольский уезды). Существовали до начала XX века, затем постепенно слились с основным массивом русского населения. В конце XIX века численность саянов составляла порядка 25—30 тысяч человек.

## Происхождение
Происхождение этнической группы саянов не вполне ясно. По одной из версий, саяны возникли в результате смешения автохтонного населения — севрюков (потомков племени северян) с белорусскими переселенцами из Великого Княжества Литовского. В речи саянов (в т. ч. жителей бывших городов Белгородской черты — Болховца и Карпова) наблюдались параллели с говорами давних обитателей Белёвского уезда. Н. А. Благовещенский указывал на сходство фатежских саянов (жителей сёл Поныры, Смородина, Березовец, Ольховатка и др.) с мордвой и черемисами. Их название, скорее всего, возникло из-за характерного произношения «сая» вместо «себя».
Саяны с начала XVII века селились на пустых землях, осваиваемых Коренским Рождество-Богородицким, Курским Знаменским, Льговским Дмитриевским и другими монастырями. В результате они обособились от остального русского населения региона, обретя признаки полноценной этнотерриториальной и этносословной группы. К примеру, из среды однодворцев Щигровского уезда отчётливо выделялись саяны — жители сёл Охочевка, Ясенки и Старая Слободка. После секуляризации церковных земель при Екатерине II саяны были переведены в категорию экономических крестьян. Саяны, населявшие южную часть Курской губернии, были известны как мамоны. Они проживали в сёлах Алексеевка, Ломово и Проходное. Жителей села Банище одни исследователи относили к саянам (недоступная ссылка), другие — к горюнам.

## Особенности
Саяны отличались от других русских Курской губернии рядом антропологических, диалектных и культурных особенностей:
- Во-первых, отличия проявлялись в антропологическом типе. Саяны характеризовались светлым цветом волос и глаз, долихокефалией. Саянские женщины в противоположность мужчинам были высокого роста.
- Во-вторых, саяны отличались особенностями говора: «когоканьем» — твёрдым произношением г с особенным ударением на о; произношением с вместо аффрикаты ц; подчёркнутым аканьем и т. д. В курско-белгородском регионе для характеристики речи саянов имела хождение поговорка: «Куриса на улисе яйсо снесла». Г. В. Денисевичем зафиксирован современный вариант этой поговорки: «Куриса на улисе яйсо снесла, а я его сап и в кооперасыю». В селе Болховец Белгородского района, окружённом сёлами перевертней, однодворцев, цуканов и украинцев с акающими слобожанскими говорами был отмечен следующий вариант поговорки: «Как у нас на Болховсе куриса снесла яйсо прямо в рукавису».
- В-третьих, саяны отличались особенностями быта (южнорусские черты в западном варианте).

Основным занятием саянов было земледелие. Значительное развитие получило овцеводство. Мужчины занимались деревообработкой, плотницким ремеслом, извозом, в городах — торговлей в разнос, а также нанимались в приказчики, лакеи, трактирные половые. Поскольку многие из этих занятий были связаны с отходом, значительная часть сельскохозяйственных работ выполнялась женщинами.
Поселения саянов представляли собой большие деревни, располагавшиеся несколько в стороне от реки, в низине или овраге.
Саяны выделялись своеобразной одеждой собственного изготовления. Будничная женская одежда состояла из рубахи, расшитой разноцветными нитями, клетчатой шерстяной понёвы или юбки, головным убором служила повязка в виде повойника. В состав праздничной одежды женщин входили расшитая нитями и позументом юбка и в качестве головного убора — богато украшенная «сорока» в форме высокого кокошника с «позатыльником». Девушки носили так называемый «саян» — платье без рукавов из чёрной самодельной сарпинки, расшитое по швам позументом, поверх которого подвязывали холщовый «запон» (фартук). Повседневным девичьим головным убором был платок, а праздничным — «венок» из красного бархата. Саян был типичной одеждой для жителей многих сёл Шебекинского района Белгородской области.

## Изучение
Особый вклад в изучение говоров курско-белгородского региона, в том числе и саянов, внесли М. Г. Халанский и Г. В. Денисевич.